# 渤海二號事件
渤海二號事件是指1979年11月25日凌晨，中華人民共和國石油部海洋石油勘探局的「渤海二號」鑽井船，在渤海灣遷往新井位的拖航中翻船沉沒的事件。船上74人中72人死亡，直接經濟損失3700萬元。這是中华人民共和国成立以来石油工业史上最重大的责任事故。事后，主管石油工业的副总理康世恩被国务院记大过处分。
1982年7月，沉没的“渤海二号”钻井船被打捞上岸分析，结果表明其本身设计存在严重缺陷，主甲板通风筒设计很不完善，排风筒没有风雨密封关闭装置，主甲板以下的通风管道内也没有水密封舱隔离阀，且机舱和泵舱完全无遮蔽，没有隔离间，也没有设计应急的排水系统和发电设备。此外，海洋石油勘探局检修部门在维修过程中存在严重错误。